# Булгарська мова
Булгарська мова (чув. Пăлхар чĕлхи) — мертва мова булгар. Її класифікація суперечлива, більшість дослідників вважає її тюркською мовою, але деякі болгарські історики пов'язують її з іранською групою мов (особливо з памірськими мовами). Інші болгарські історики тільки підкреслюють певні риси іранського впливу без конкретних висновків (з лінгвістичних досліджень витримує перевірку тільки іранське походження імені Аспарух — заявив Сміт[який?] у 1985 на міжнародному з'їзді іраністів). Інші сприйняли проміжну позицію або дійсно активно опонують іранський теорії. Вважається, що була наступна череда: Велика Булгарія, пізніше Волзька Булгарія, і Дунайська Булгарія. Булгарська мова щезла в Дунайській Булгарії у 9-му сторіччі, оскільки булгарська аристократія стала поступово слов'янізуватись через шлюби булгар із слов'янською більшістю. У Волзькій Булгарії, булгарська мова зберігалась довше (згідно з поширеною теорією її тюркського походження) і нарешті дала початок сучасній чуваській мові.

## Дунайська Болгарія
Мова дунайських болгар зафіксована в нечисленних записах, які знайдено, в першій столиці Дунайської Болгарії Плісці і в кам'яних церквах біля села Мурфатлар у Румунії. Записи були зроблені орхонською та грецькою абетками. Більшість з них, були приватними паперами, інші — записами комірника. Хоча спроби в дешифруванні були зроблені, жодна зі спроб не мала успіху. Ці записи дунайських болгар зберігаються поруч з іншими паперами, написаними грецькою. Правителі Першого Болгарського царства до 9-го сторіччя вживали за державну мову грецьку, коли її було замінено на давньоболгарську мову.
Мова дунайських болгар також відома від нечисленності запозичених слів у слов'янську давньоболгарську мову. А також 12-річний циклічний календар посадової особи (який використовується наприклад в Іменнику болгарських ханів).

## Волзька Булгарія
Розмовна мова населення Волзької Булгарії, відома як волзько-булгарська — є ряд записів арабською абеткою, що супроводжується тюркськими рунами. Записи — в значній мірі розбірливі. Ця мова зберігалася до 13-го або 14-го сторіччя. Мова сприйняла ряд слів і конструкцій кипчацької мови і, нарешті, дала початок сучасній чуваській мові. Чуваська класифікується, як єдина сучасна мова окремого відділу «тюрксько-огурських мов» — гілки тюркських мов, що характеризуються звуковими відповідниками як, наприклад, булгарський r проти загальнотюркського z і булгарський l проти загальнотюркського š. Давньотатарська мова, незважаючи на те, що не належить до тієї ж гілки, що чуваська і булгарська, поглинула елементи булгарської мови; тому, розмовна мова сучасних волзьких татар є сумішшю кипчацької і булгарської.